# Pedro-Rodríguez
Pedro-Rodríguez är en kommun i Spanien.   Den ligger i provinsen Provincia de Ávila och regionen Kastilien och Leon, i den centrala delen av landet, 110 km nordväst om huvudstaden Madrid. Antalet invånare är 187. Arean är 14,0 kvadratkilometer.
Terrängen i Pedro-Rodríguez är mycket platt.